# St. Stephanus (Burg-Reuland)

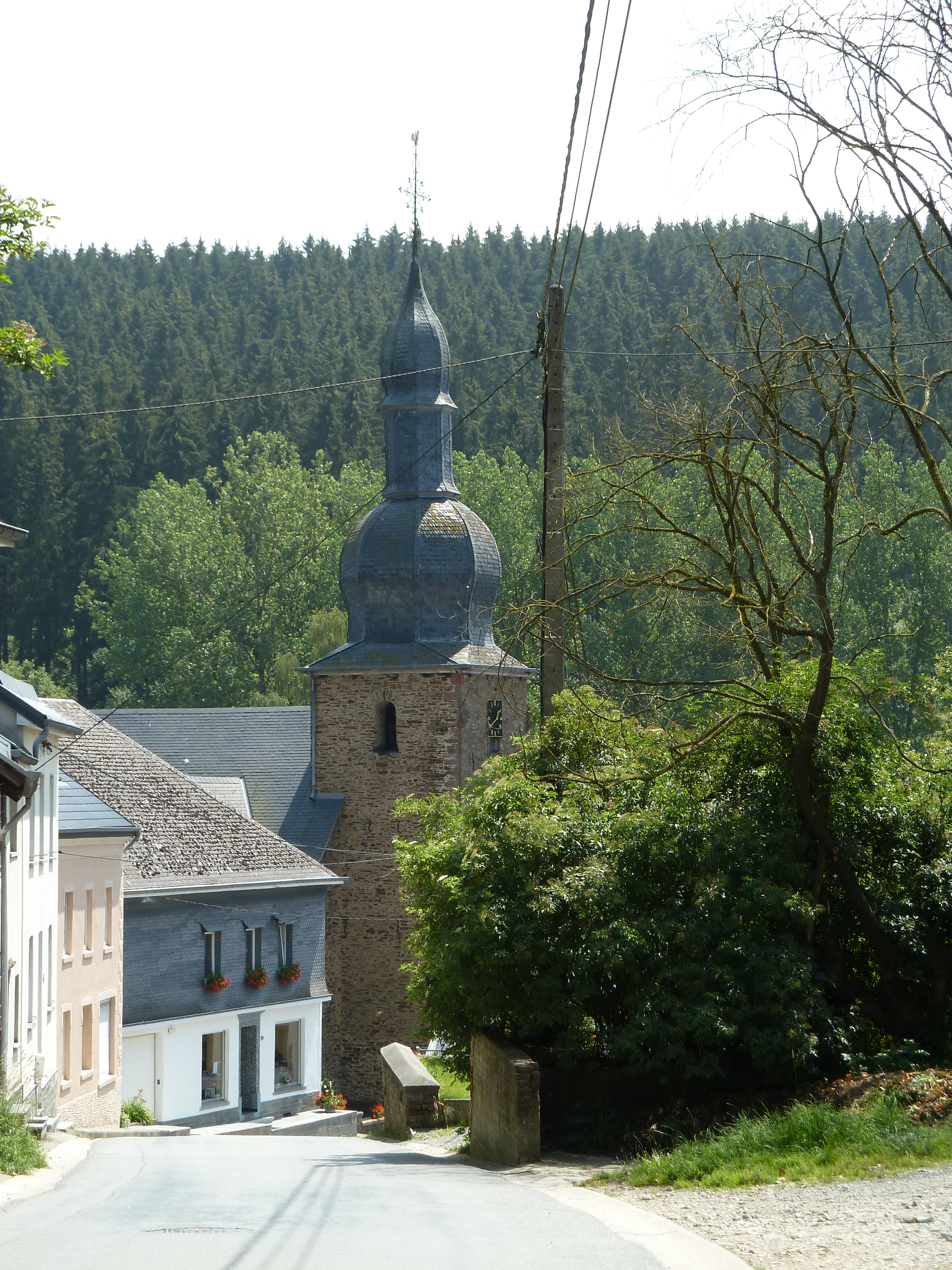
Kirche St. Stephanus

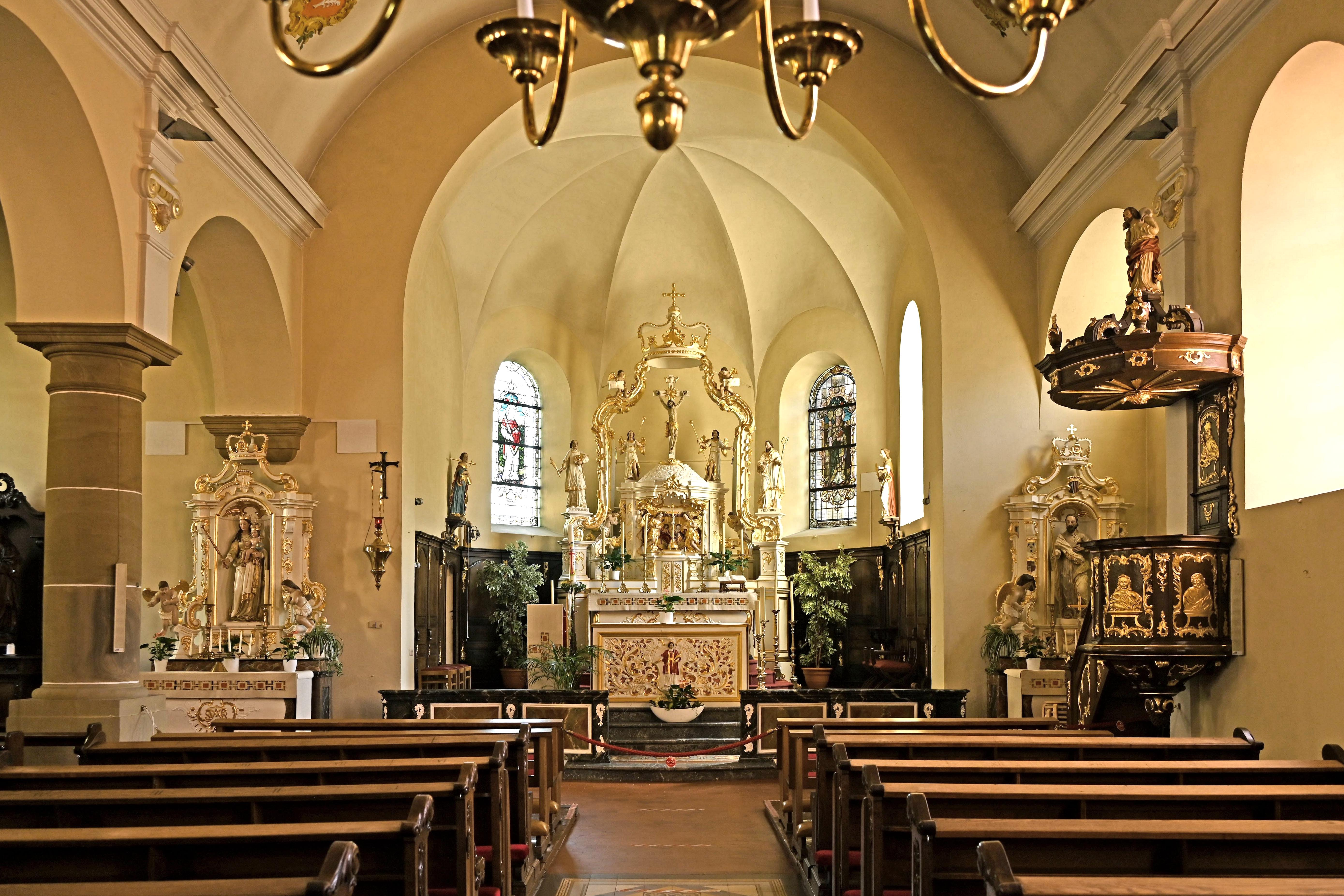
Innenraum mit Blick zum Altar

St. Stephanus ist die Kirche der Ortschaft Burg-Reuland in der belgischen Eifel, die zur gleichnamigen Gemeinde in der Deutschsprachigen Gemeinschaft gehört. Die römisch-katholische Pfarrkirche des Ortes ist dem heiligen Stephanus gewidmet.

## Geschichte
Bereits im 13. Jahrhundert befand sich an der Stelle der heutigen Kirche eine einfache Kapelle. Diese stand in Abhängigkeit zur Pfarre in Weweler und wurde womöglich 1621 auf Initiative von Balthasar von Pallandt durch einen Kapellenneubau ersetzt oder zumindest umgebaut.
Die heutige Kirche wurde im Jahr 1771 errichtet. 1869 wurde sie um eine Sakristei sowie 1912 um ein Seitenschiff, ein Querhaus und einen neuen Chor mit Sakristei erweitert. Die Kirche steht seit 1988 unter Denkmalschutz.

## Ausstattung
Zur Ausstattung von St. Stephanus gehören der Hauptaltar aus weiß lackiertem Holz mit vergoldeten Rocailleornamenten, eine Kanzel von 1759 und Grabplatten aus Rechter Schiefer.

Das Hochgrab Balthasar von Pallandts und seiner Gattin, die Mitglieder der ausgestorbenen Adelsfamilie von Pallandt waren, besteht aus belgischem Schiefermarmor und wurde 1912 wieder zusammengesetzt, nachdem der Sarkophag vermutlich im 18. Jahrhundert auseinandergenommen und in der Nordwand der Kirche vermauert worden war. Auf seiner Deckplatte sind die Verstorbenen liegend und in Lebensgröße als Flachrelief dargestellt. An den Fuß- und Längsseiten sind Ahnenwappen zu sehen.

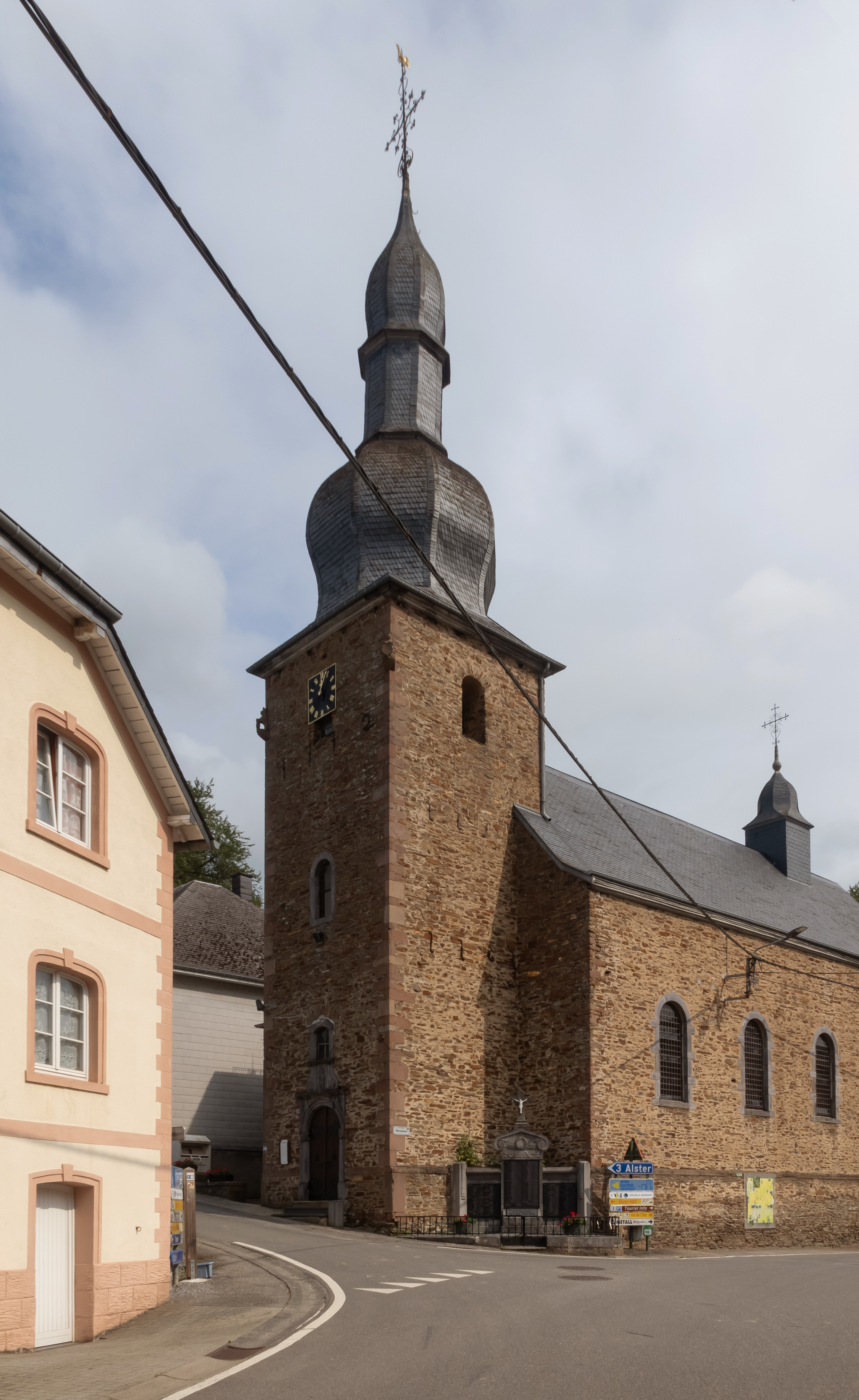
St. Stephanus, Nordseite
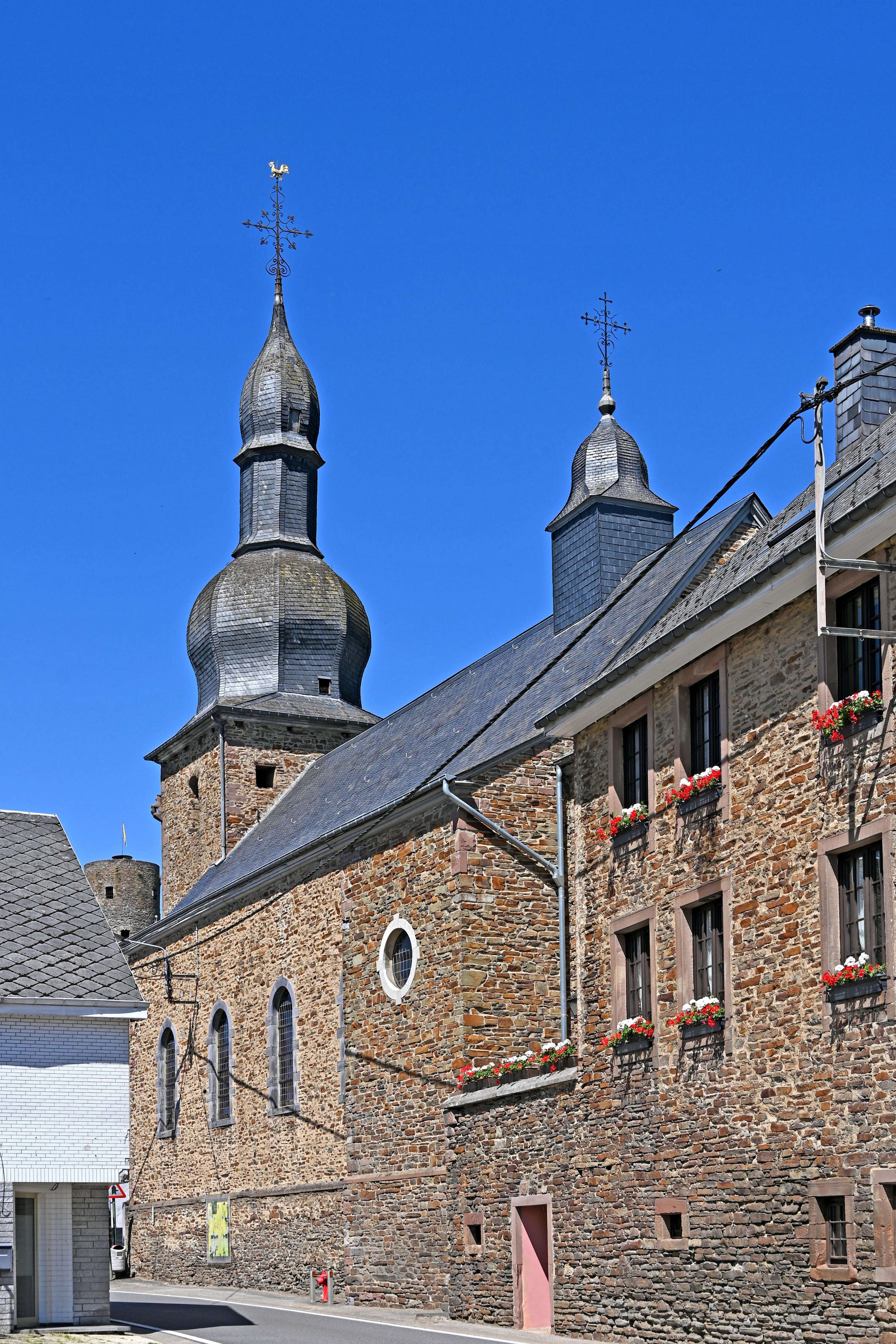
St. Stephanus, Südseite
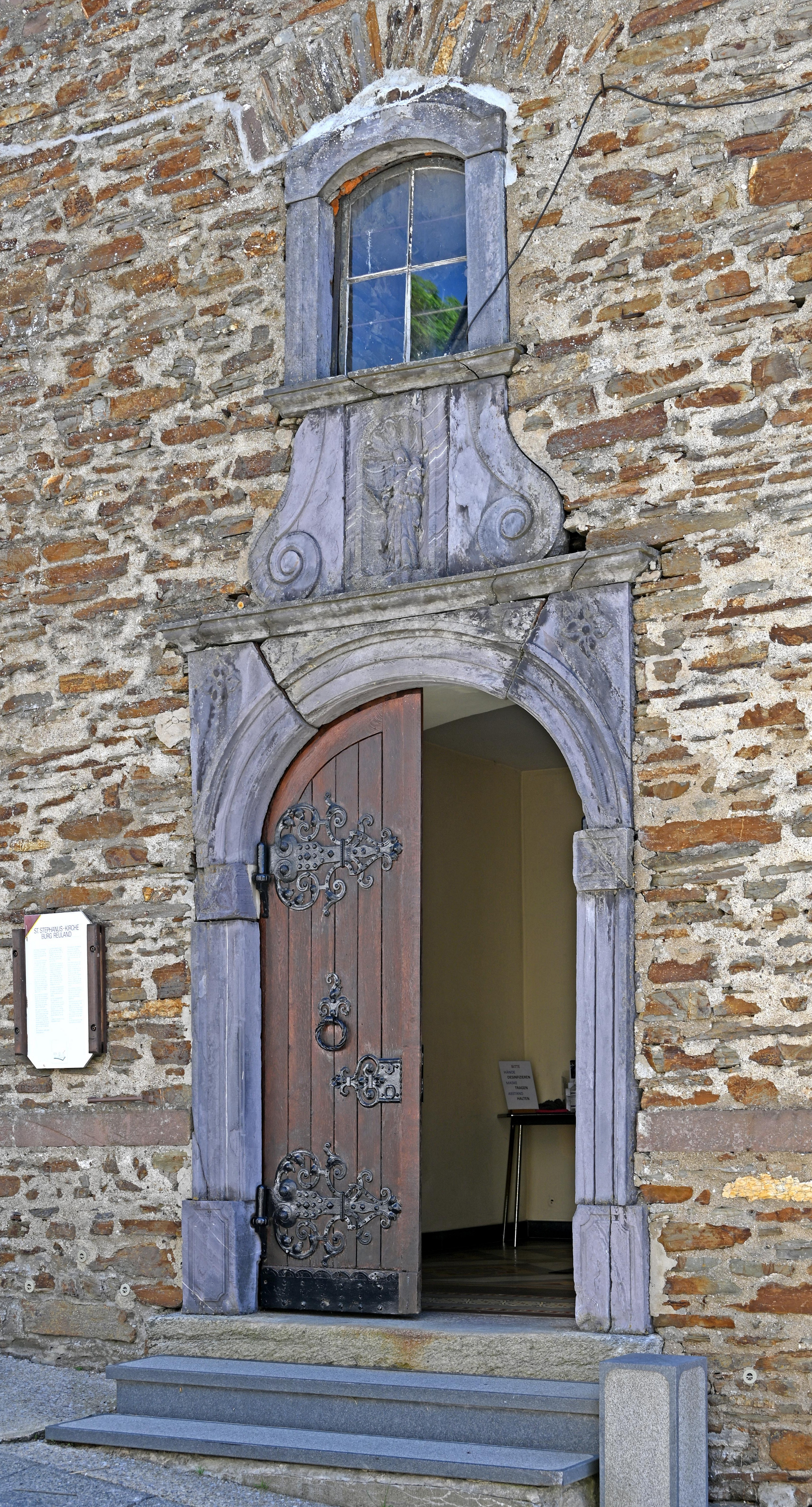
Hauptportal (1722)
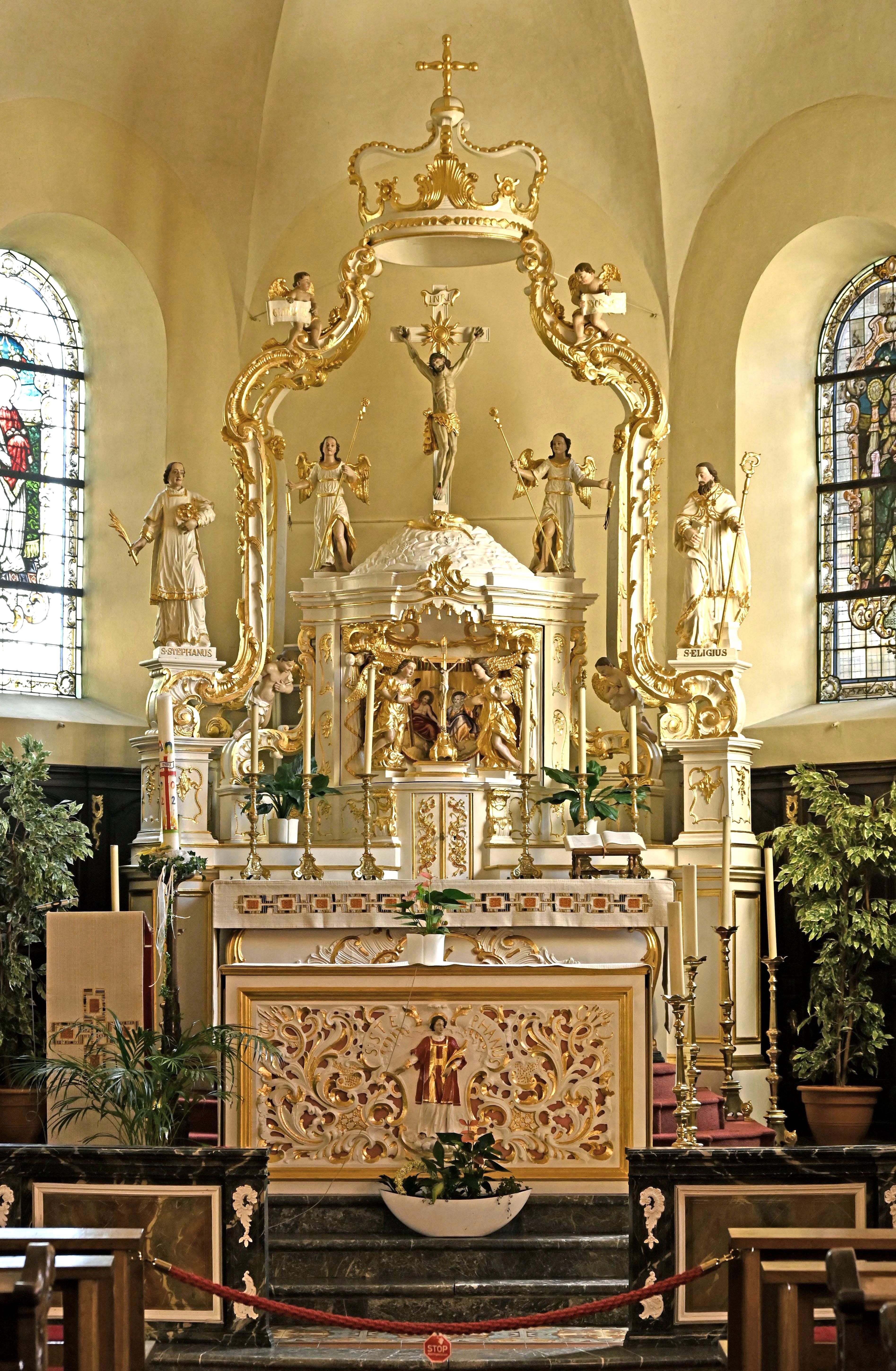
Hochaltar
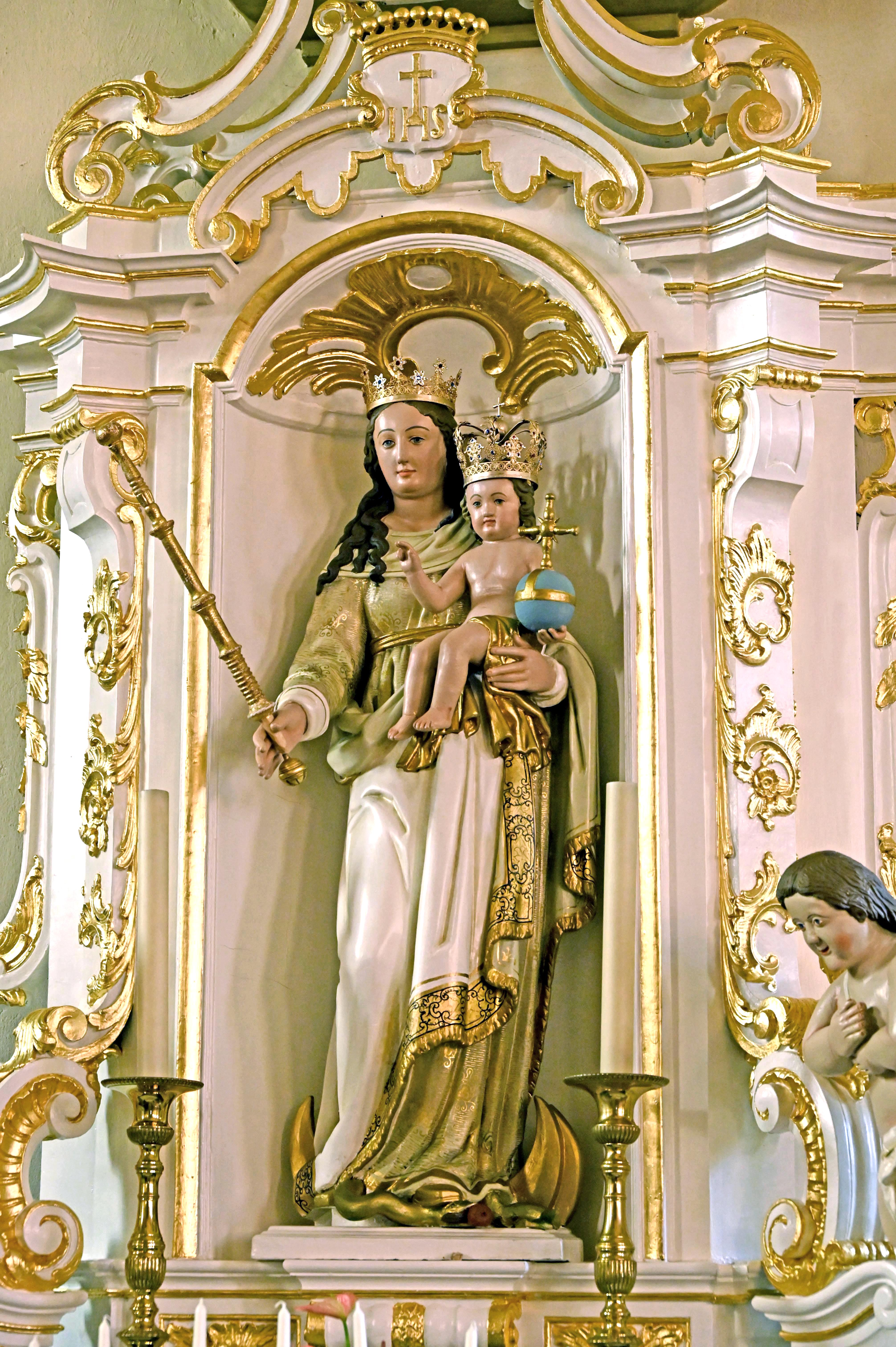
Marienaltar
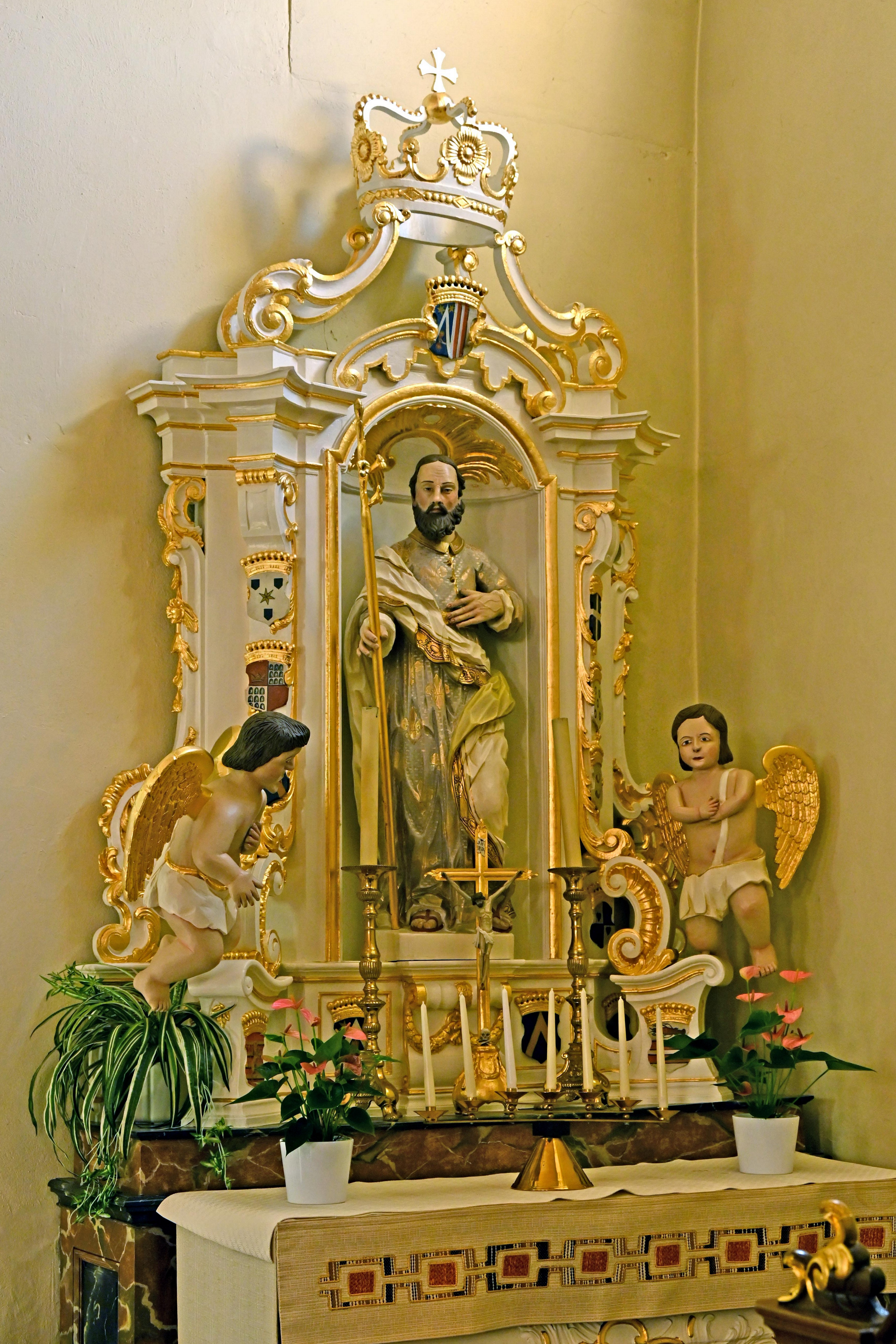
Josefsaltar
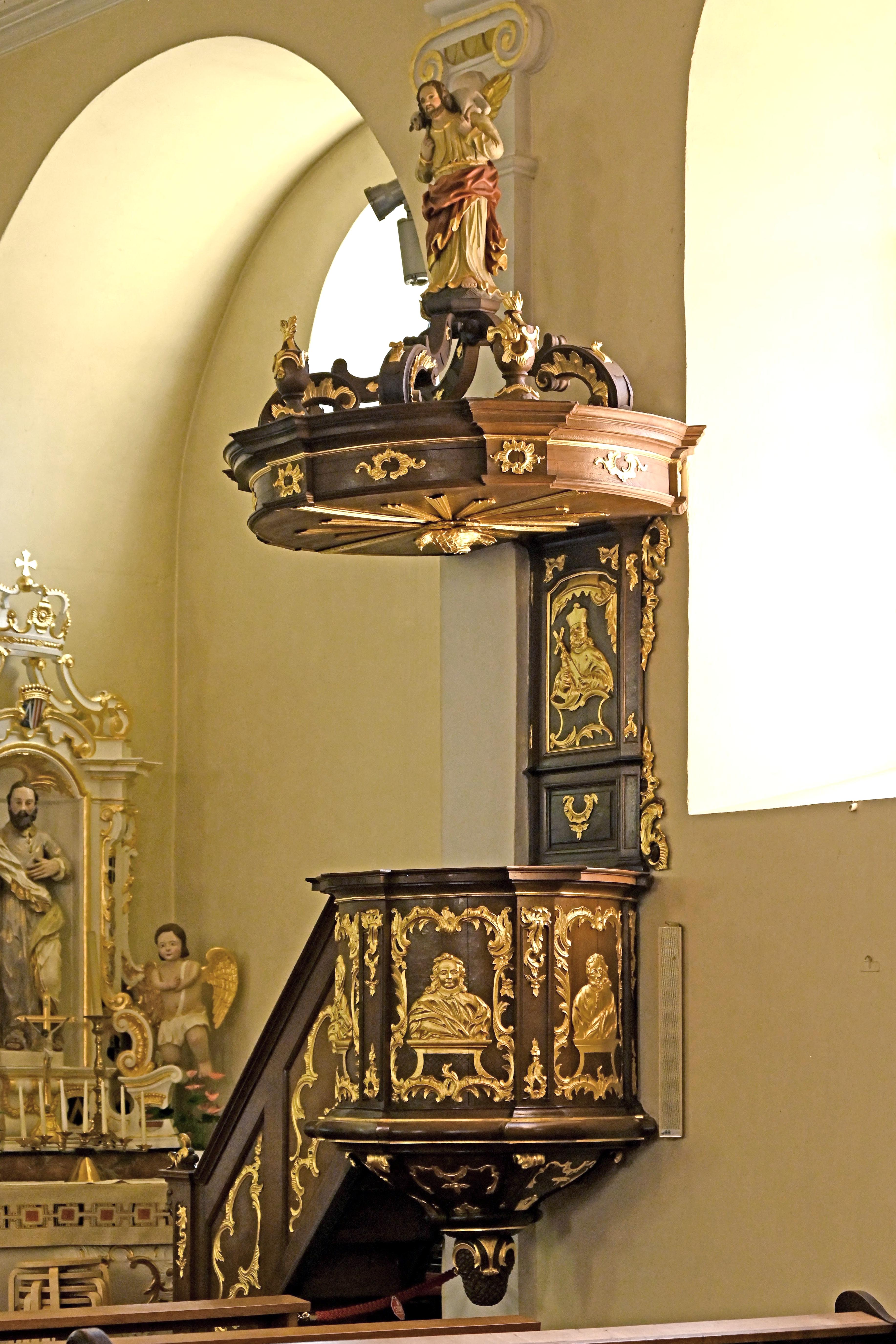
Kanzel
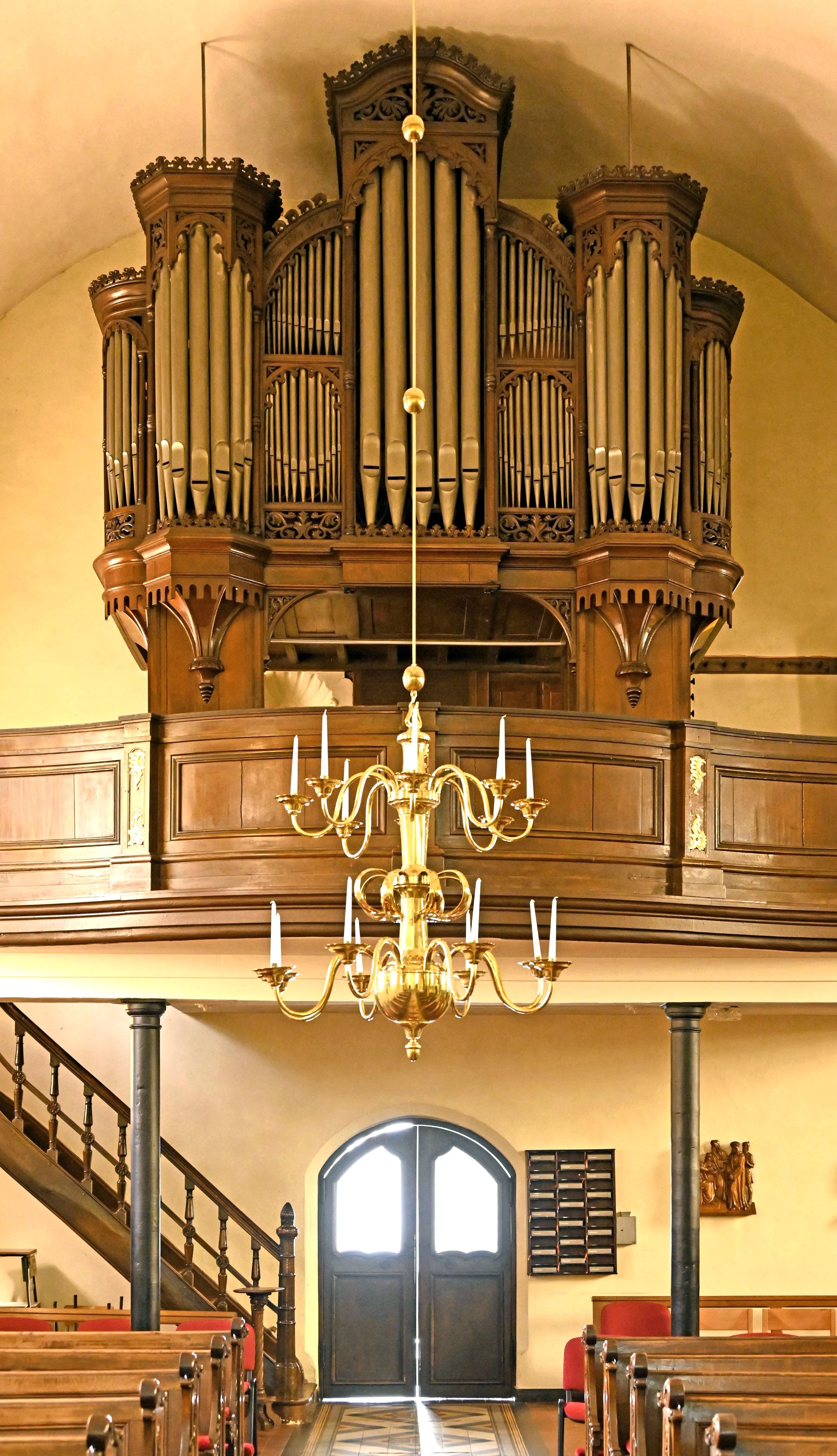
Müller-Orgel (1862)
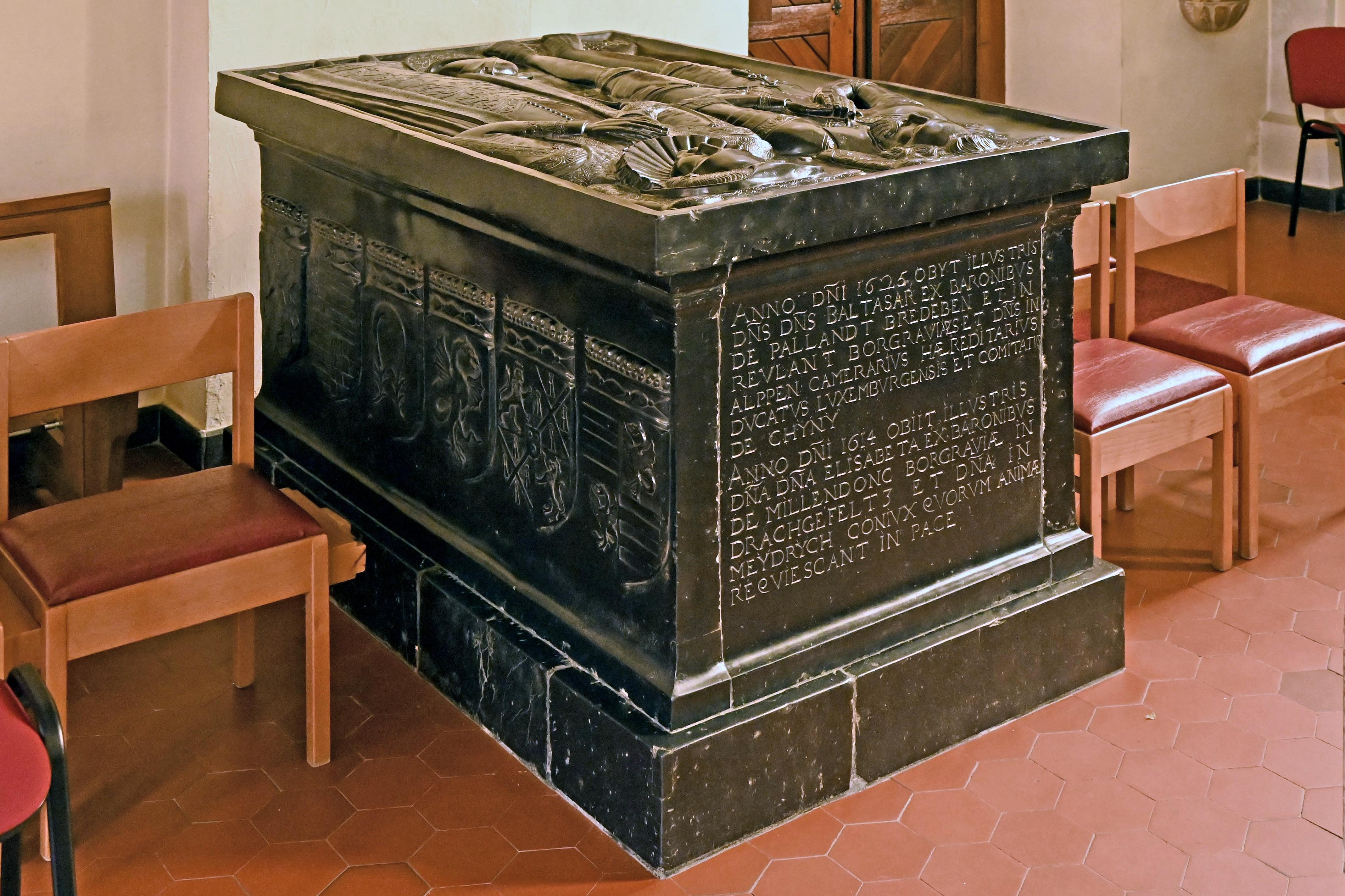
Pallandt-Sarkophag